# 408 Fama
408 Fama eller 1895 CD är en asteroid i huvudbältet, som upptäcktes 13 oktober 1895 av den tyske astronomen Max Wolf. Den är uppkallad efter Fama i den romerska mytologin.
Asteroiden har en diameter på ungefär 35 kilometer.